# (8379) Straczynski
(8379) Straczynski est un astéroïde de la ceinture principale.

## Description
(8379) Straczynski est un astéroïde de la ceinture principale. Il fut découvert le 27 septembre 1992 à Kitt Peak par le projet Spacewatch. Il présente une orbite caractérisée par un demi-grand axe de 2,64 UA, une excentricité de 0,19 et une inclinaison de 10,3° par rapport à l'écliptique.

## Compléments